# زلزال الفلبين 2006

موقع الهزة الأرضية

يوم الأربعاء، 25 يناير 2006 ضرب زلزال معتدل منطقة لوزون Luzon، الفلبين، وذلك بتوقيت 15:34:48 (UTC). بقوة مقدارها 5.0 على مقياس ريختر.

## معطيات
- مقدار: 6.0
- موقع: 17.612°شمال، 121.439°شرق
- عمق: 28.7 كيلومتر (17.8 ميل)
- منطقة: لوزون Luzon، الفلبين
- المسافات
- 70 كيلومتر (45 ميل) شمال غرب إلاغان Ilagan، لوزون Luzon، الفلبين
- 110 كيلومتر (70 ميل) جنوب شرق لاواغ Laoag، لوزون Luzon، الفلبين
- 160 كيلومتر (100 ميل) شماب شمال شرقي باغيو Baguio، لوزون Luzon، الفلبين
- 335 كيلومتر (210 ميل) N مانيلا، الفلبين
- نسبة الخطأ
- الأفقي +/- 13.4 كيلومتر (8.3 ميل)
- عمق --

## معاملات القياس
- Nst=30
- Nph=30
- Dmin=726.9 km
- Rmss=0.89 sec
- Gp= 130°

M-type=body magnitude (Mb)
- Version=6